# Грб Удмуртије
Грб Удмуртије је званични симбол једног од субјеката Руске федерације са статусом републике, Удмуртије. Грб је званично усвојен 19. маја 1994. године.

## Опис грба
Грб се састоји од округлог црвено-црног штита, на коме се налази бијели лабуд са раширеним крилима, који на грудима носи соларни знак.
У грбу, црна боја представља стабилност и земљу. Црвена боја симболише живот и сунце. Бијела симболише моралну чистоту и простор републике.
Бијели лабуд је симбол препорода, мудрости и савршенства. Овај симбол се заснива на митологији Удмурта и осталих народа сличних Удмуртима. Соларни знак има симболику да заштити човјека од несреће.